# Saint-Loup (Mancha)
Saint-Loup é uma comuna francesa na região administrativa da Normandia, no departamento da Mancha. Estende-se por uma área de 6,45 km². Em 2010 a comuna tinha 730 habitantes (densidade: 113,2 hab./km²).